# Bettant
Bettant là một xã ở tỉnh Ain, vùng Auvergne-Rhône-Alpes thuộc miền đông nước Pháp. Xã nằm ở phía tây bắc của tỉnh, trên bờ trái của sông Albarine. Ngôi làng Bettant đã được đề cập lần đầu tiên trong thế kỷ mười bốn; xã được thành lập vào năm 1835.